# 维利安
维利安（法語：Vulliens）是瑞士联邦西部法语区的沃州下设的一个镇。在行政上属于布罗瓦-维利区管辖。维利安的总面积为6.63平方公里。截至2010年底，总人口为428。